# Бирмано-китайские войны

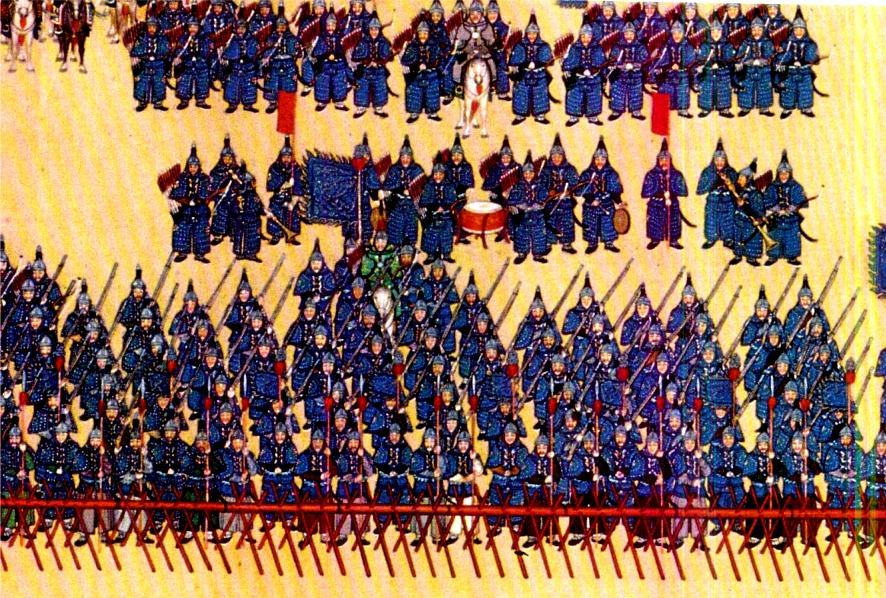
Войска императора Цяньлуна

Бирмано-китайские войны — серия военных конфликтов между Империей Цин и Бирмой (Авским государством) в 1765—1769 годах.

## Предпосылки к войне
При императоре Цяньлуне китайская империя вела активную завоевательную политику. Одним из направлений расширения империи была Бирма, которую Цин рассчитывала взять под свой сюзеренитет. Поводом для вступления в войну стал конфликт между пограничными провинциями: шанскими княжествами Чёнгтун, подконтрольным Бирме, и Кенхунг, подконтрольным Цин.

## Ход конфликта
В 1765 году из китайской провинции Юньнань на территорию Бирмы вторглась большая маньчжуро-китайская армия под предводительством губернатора. Её встретили объединённые силы Чёнгтуна и Бирмы. Армия вторжения была разбита, а её предводитель покончил с собой, чтобы избежать позора.
В следующие годы Империя Цин продолжала посылать войска в Бирму, но каждый раз терпела поражение. Наибольшего успеха китайцы добились в 1767 году, когда их войска дошли до пункта в 50 км от столицы Авского государства, но были уничтожены. Весной 1768 года Бирма разбила армию вторжения у крепости Каунтон, расположенной к югу от Банмо. В 1769 году китайцы потерпели поражение под Шуэнь-яунбином, после чего прекратили попытки завоевать Бирму. Был заключён мирный договор, по которому Цин признавала суверенитет Бирмы над несколькими шанскими княжествами.

## Значение конфликта
Вторжение Цин в Бирму остановило победоносную кампанию Бирмы против Сиама. Уже было уничтожено государство Аютия, но после отвода бирманских войск для защиты от китайской угрозы в Сиаме началось восстание под предводительством Пья Таксина, которое привело к появлению королевства Тхонбури.